# 몽골고원

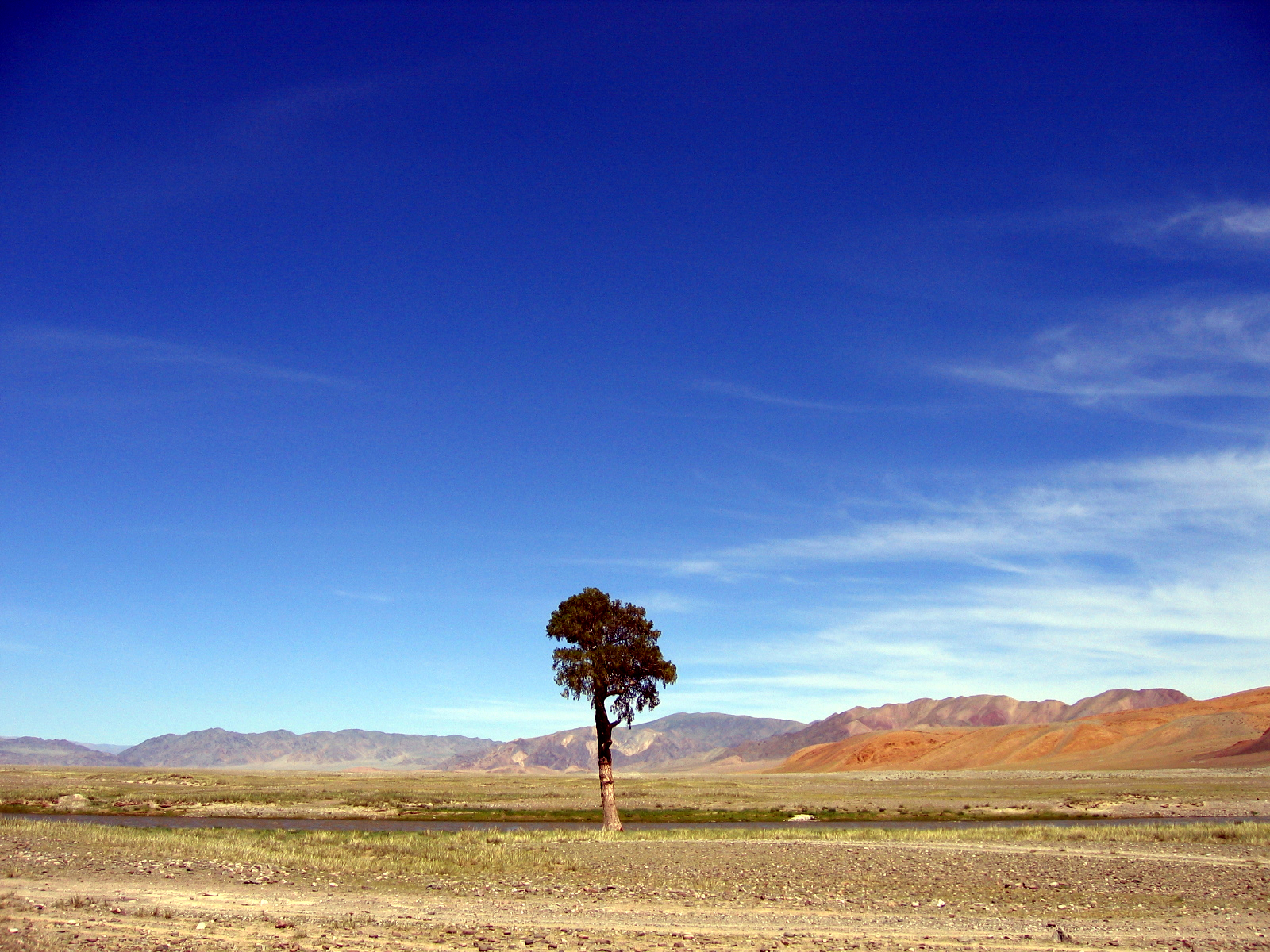

몽골고원(--高原)은 몽골과 중화인민공화국에 걸쳐 북서와 서부는 알타이, 북동은 야블로노이, 동쪽은 다싱안링(大興安嶺), 남쪽은 인산(陰山)의 여러 산맥으로 둘러싸인 고원이다.
중부로부터 동부는 목축이 성한 초원, 북부 산맥에는 러시아 시베리아 지방으로 이어지는 삼림대를 볼 수 있다. 북쪽으로 흐르는 여러 강은 러시아의 바이칼호로 들어간다. 항가이산맥에서 남쪽으로 흐르는 하천의 일부는 고원상의 요지(凹地)로 흘러들어 호수를 형성하고 있다. 북쪽 끝에 후브스굴호(2,620km2) 등 담수호가 있고, 북서쪽 끝에 우브스호(3,350km2) 등의 염호(鹽湖)가 있다.
기후는 대륙성이며 낮과 밤의 기온차가 심하다. 연강수량은 적으며 여름에 집중되는데, 1년 내내 강수량이 없는 해도 때때로 있다.

## 같이 보기
- 로프노르
- 타클라마칸 사막
- 타림 분지

## 참고 문헌
- 이 문서에는 다음커뮤니케이션(현 카카오)에서 GFDL 또는 CC-SA 라이선스로 배포한 글로벌 세계대백과사전의 내용을 기초로 작성된 글이 포함되어 있습니다.